# روابط پاکستان و چین
روابط چین و پاکستان به روابط دوجانبه چین و پاکستان گفته می‌شود. روابط رسمی در سال ۱۹۵۰ برقرار شد، زمانی که قلمروی پاکستان جزو اولین کشورهایی بود که به روابط رسمی دیپلماتیک با جمهوری چین (تایوان) پایان داد و دولت جمهوری خلق چین (PRC) را در سرزمین اصلی چین به رسمیت شناخت. از آن زمان، هر دو کشور اهمیت قابل توجهی برای حفظ روابط ویژه بسیار نزدیک و حمایت گرانه قائل شده‌اند و دو کشور مرتباً دیدارهای سطح بالا را مبادله کرده‌اند که منجر به توافقات مختلف شده‌است. جمهوری خلق چین کمک‌های اقتصادی، نظامی و فنی به پاکستان ارائه کرده‌است و هر کشور دیگری را متحد استراتژیک نزدیک خود می‌داند.
روابط دوجانبه از یک سیاست اولیه بی‌طرفی چین به مشارکت با پاکستان کوچکتر اما از نظر نظامی قدرتمند تبدیل شده‌است. روابط دیپلماتیک در سال ۱۹۵۰ برقرار شد، مسائل مرزی در سال ۱۹۶۳ حل شد، کمک‌های نظامی در سال ۱۹۶۶ آغاز شد، یک اتحاد استراتژیک در سال ۱۹۷۲ برقرار شد و همکاری‌های اقتصادی در سال ۱۹۷۹ آغاز شد. چین به بزرگترین تأمین کننده تسلیحات پاکستان و سومین شریک تجاری بزرگ آن تبدیل شده‌است. اخیراً، هر دو کشور تصمیم گرفته‌اند تا در بهبود بخش انرژی هسته ای غیرنظامی پاکستان همکاری کنند.
حفظ روابط نزدیک با چین بخش مرکزی سیاست خارجی پاکستان است. در سال ۱۹۸۶، رئیس‌جمهور محمد ضیاءالحق برای بهبود روابط دیپلماتیک از چین بازدید کرد و پاکستان در کنار کوبا یکی از تنها دو کشوری بود که پس از اعتراضات میدان تیان آن من در سال ۱۹۸۹ حمایت مهمی از جمهوری خلق چین کرد. چین و پاکستان همچنین روابط نظامی نزدیکی دارند و چین طیف وسیعی از تسلیحات مدرن را برای نیروهای دفاعی پاکستان فراهم می‌کند. چین از موضع پاکستان در مورد کشمیر حمایت می‌کند، در حالی که پاکستان از چین در مورد مسائل سین کیانگ، تبت و تایوان حمایت می‌کند. همکاری نظامی با پروژه‌های مشترک تولید تسلیحات از جت‌های جنگنده گرفته تا ناوچه‌های موشک هدایت شونده عمیق‌تر شده‌است.
همکاری چین با پاکستان با سرمایه‌گذاری قابل توجه چین در توسعه زیرساخت‌های پاکستان از جمله بندر آب‌های عمیق پاکستان در گوادر به نقاط اوج اقتصادی رسیده‌است. هر دو کشور توافقنامه تجارت آزاد دارند.
طبق آمار گمرک چین، حجم تجارت دوجانبه برای سال تقویمی ۲۰۱۷ برای اولین بار از مرز ۲۰ میلیارد دلار عبور کرد. در سال ۲۰۱۷، صادرات چین به پاکستان با ۵٫۹ درصد رشد به ۱۸٫۲۵ میلیارد دلار رسید در حالی که صادرات پاکستان به چین با ۴٫۱ درصد کاهش به ۱٫۸۳ میلیارد دلار رسید.
پاکستان به عنوان پل اصلی چین به جهان اسلام عمل کرده‌است و همچنین با تسهیل سفر تاریخی ریچارد نیکسون رئیس‌جمهور ایالات متحده به چین در سال ۱۹۷۲، نقش مهمی در پر کردن شکاف ارتباطی بین جمهوری خلق چین و غرب ایفا کرده‌است. روابط پاکستان و چین از سوی سفیر پاکستان در چین «بلندتر از کوه‌ها، عمیق‌تر از اقیانوس‌ها، قوی‌تر از فولاد، عزیزتر از بینایی، شیرین‌تر از عسل و الی آخر» توصیف شده‌است. بر اساس گزارش موسسه تحقیقات صلح بین‌المللی استکهلم، پاکستان بزرگترین خریدار تسلیحات چین است و نزدیک به ۴۷ درصد از صادرات تسلیحات چین را به خود اختصاص داده‌است. بر اساس نظرسنجی سرویس جهانی بی‌بی‌سی در سال ۲۰۱۴، ۷۵ درصد از پاکستانی‌ها نفوذ چین را مثبت می‌بینند و تنها ۱۵ درصد دیدگاه منفی دارند. در منطقه هند و اقیانوس آرام، مردم چین پس از اندونزی و خود پاکستان، سومین نظر مثبت در مورد نفوذ پاکستان در جهان را دارند.
محققان روابط بین‌الملل مشاهده کرده‌اند که علیرغم اینکه جمهوری خلق چین و پاکستان «جامعه‌ها و سیاست‌های بسیار متفاوت با دیدگاه‌های متضاد در مورد مسائل مرکزی جهانی» هستند، با این وجود، دو دولت در طول چندین دهه رابطه‌ای پویا ایجاد کرده‌اند - چیزی که موید این ایده است که سیاست واقعی انگیزه بخش سیاست خارجی در نظام بین‌الملل است. امین می‌نویسد که روابط بین چین و پاکستان «نمونه‌ای بارز و پارادایماتیک از این است که چگونه ملاحظات قدرت کشورها، به‌جای فرهنگ، ایدئولوژی، منافع اقتصادی یا ترکیب نخبگان حاکم، می‌توانند رفتار سیاست خارجی را تعیین کنند - همان‌طور که توسط مکتب نئورئالیستی نظریه روابط بین‌الملل (IR) مفهوم‌سازی شده‌است.»